# Jean-Luc Sandoz
Jean-Luc Sandoz (ur. 1960) – francusko-szwajcarski inżynier, naukowiec, wykładowca i przedsiębiorca. Założył kilka firm z dziedziny inżynierii, przemysłu, budownictwa i ekspertyz, wszystkie związane z materiałem drzewnym.

## Życiorys

### Dzieciństwo, wykształcenie i początki kariery zawodowej
Pochodzi z rodziny rolniczej z regionu Haut-Doubs we Francji, otrzymał certyfikat zawodowy (CAP) cieśli, następnie dyplom zawodowy (BEP) stolarza, zanim rozpoczął naukę w liceum drzewnym w Mouchard (le lycée de Bois à Mouchard) we Francji w 1976 roku, gdzie uzyskał dyplom technika (BTS) konstrukcji drewnianych.
Absolwent ENSTIB – Państwowej Wyższej Szkoły Technologii i Przemysłu Drzewnego (rocznik 1983), w 1985 roku kontynuował studia na uczelni EPFL Politechnika Federalna w Lozannie w Szwajcarii zakończone praca magisterską na temat ultradźwięków i wytrzymałości mechanicznej drewna pod kierunkiem profesora Juliusa Natterera, kierownika katedry drewna w EPFL. Doktoryzował się w 1990 roku.
Jego wizjonerska praca wpisuje materiał drzewny w ramy przyszłych Eurokodów, które staną się normą europejską w latach 90.

## Kariera

### Wykłady i badania
Kontynuuje prace badawczo-rozwojowe w IBOIS – Laboratorium Konstrukcji Drewnianych politechniki EPFL w dwóch głównych dziedzinach: nieinwazyjnych technologiach pomiaru jakości mechanicznej materiału drzewnego oraz optymalizacji konstrukcji drewnianych w celu zwiększenia ich zastosowania przy dużych rozpiętościach dla budynków wielkopowierzchniowych
W 1993 roku został mianowany profesorem przez Jean-Claude’a Badoux, aby wraz z Juliusem Nattererem kontynuować badania i szkolenie w dziedzinie konstrukcji drewnianych. Jest jednym z autorów pracy „Konstrukcja drewniana », tom 13, wydawnictwo Collection Traité de Génie Civil Politechniki Federalnej w Lozannie, opublikowanej w 1996 r. i wznowionej w 2005 r., a następnie w 2011 r.
Związany z utworzeniem studiów podyplomowych w dziedzinie Konstrukcji Drewnianych, dla studentów budownictwa i architektury, zapoczątkowanych w 1988 roku przez Juliusa Natterera i Rolanda Schweitzera, którym nadaje poziom międzynarodowy.

### Przedsiębiorca
W 1999 roku Jean-Luc Sandoz opuścił świat akademicki, dla pracy przedsiębiorcy w swoich firmach CBS, CBT, Ecotim i Lifteam z grupy CBS-Lifteam. Ale nadal prowadzi wykłady i seminaria internetowe na całym świecie. Światowy specjalista w dziedzinie ekspertyz oraz konstrukcji drewnianych, mieszka w Lozannie i Paryżu.
W 2021 roku jego grupa CBS-Lifteam obchodziła 30-lecie w zakresie wiedzy specjalistycznej i budownictwa drewnianego. Jej działalność rozciąga się od inżynierii (CBS-CBT) do budownictwa drewnianego (Lifteam) poprzez prefabrykację (Ecotim).

### Konferencje
Jean-Luc Sandoz prowadzi wykłady na Politechnice EPFL aż do przejścia Juliusa Natterera na emeryturę w 2004 roku.
Wykłady prowadzi również w Centre for Advanced Studies in Construction, na Międzynarodowym Forum Konstrukcji Drewnianych w Niemczech i we Francji, na forum Lignomad w Hiszpanii, podczas Salon bois (Targów Drzewnych) w Namur w Belgii, podczas Symposium bois (Sympozjum Drzewne) w Quebecu w Kanadzie oraz na zlecenie interdyscyplinarnych przedstawicieli branży drzewnej.

### Ekspertyza
- W 2002 roku wykonał ekspertyzy drewnianych konstrukcji i szkieletów Pałacu Sprawiedliwości w Bukareszcie w Rumunii.
- W latach 2006–2007 w ramach Igrzysk Olimpijskich Pekin 2008 w Chinach otrzymał zlecenie wykonania ekspertyz konstrukcji drewnianych Pawilonu Cesarskiego w Zakazanym Mieście[20].
- W 2020 roku, wraz z agencją Calq odnowił magazyny Domów Towarowych w Paryżu dla grupy Icade[21][22].

### Projekty
- Podczas Szwajcarskiej Wystawy Narodowej w 2002 roku zaprojektował i zbudował wraz z Batigroup platformy przybrzeżne, umieszczone na jeziorach Neuchâtel i Bienne, aby pomieścić pawilony wystawy tymczasowej. Wykonana z miejscowego drewna, cała konstrukcja drewniana jest demontowana i ponownie wykorzystywana po okresie wystawowym[23].
- W 2017 roku współpracował przy budowie Centrum Kosmicznego Gujany Kourou, symbolicznego projektu realizowanego we współpracy z JAG Architecture, ONF i FCBA, mającego na celu scharakteryzowanie i wdrożenie lokalnego drewna z lasów amazońskich do konstrukcji 4-poziomowej[24].
- W 2019 roku wykonał obudowę drewnianą, kasetonów i elewacji, budynku Vortex, który służył jako wioska olimpijska Zimowych Igrzysk Olimpijskich Młodzieży Lozanna 2020.
- W 2021 roku wykonał, w ramach 10 Międzynarodowego Forum Bois Construction, tymczasowe audytorium, które pełniło funkcję sali plenarnej w ramach efemerycznego Grand Palais.

### Konstrukcja drewniana
Jean-Luc Sandoz wykorzystuje drewno we wszystkich rodzajach konstrukcji. Obliczenia prowadzone w jego biurze projektowym drewna oraz nieustanne wprowadzanie innowacji pozwalają mu na uzyskanie rekordowych rozpiętości czy wysokości, jak również parametrów termicznych i akustycznych, a nawet na znaczne zmniejszenie emisji dwutlenku węgla, dzięki czemu jego projekty zdobywają liczne nagrody.

## Opracowania
- „Konstrukcja drewniana, materiał, technologia i wymiarowanie”, tom 13, wydawnictwo Collection Traité de Génie Civil École polytechnique fédérale de Lausanne.
- „Ludzie lasu”, przedmowa[26]

## Nagrody
- Medal Akademii Architektury w kategorii Technical Business Managers w 2016 roku[27].
- Zwycięzca konkursu La Canopée w kategorii Wykonawca, Nancy, 4 marca 2020

## Filozofia
W sprawie zrównoważonego rozwoju od początku swojej kariery kieruje się zasadą: „więcej inżynierii, mniej materiału”.
Jego propozycja systemów konstrukcyjnych z drewna, w tym drewna lokalnego, bez użycia kleju, wprowadzających szczegółowe obliczenia pozwalające na optymalizacje zgodnie ze specyfikacjami budynków oraz oszczędność materiału i unikanie marnotrawstwa, nawet jeśli jest to materiał pochodzenia biologicznego i odnawialny została wyróżniona przez ekspertów naukowych Międzynarodowej Unii Ochrony Przyrody, organizacji pozarządowej z siedzibą w Szwajcarii.
W swoich wykładach powtarza, że „drewno to materiał przyszłości, oczywiście odnawialny, ale nie wolno go marnować ani impregnować toksycznymi produktami”. Dodaje, że „dodatkowa wartość, dostarczana w całym procesie przetwórstwa przemysłu drzewnego, od wyższego do niższego szczebla, umożliwia zagwarantowanie miejsc pracy oraz świadczeń społecznych, które nie ulegną delokalizacji”.

## Racjonalne użytkowanie lasów
Opowiada się za eksploatacją lasów w sposób zapewniający ich trwałość i ekologiczną stabilność w obliczu globalnego ocieplenia. Jako ekspert, uczestniczy w rozmowach dotyczących tej kwestii w ONZ.